# Velika Kopanica
Velika Kopanica ist eine Gemeinde mit 3308 Einwohnern (Volkszählung 2011) und befindet sich im Norden Kroatiens in der Gespanschaft Brod-Posavina. 
Zur Gemeinde gehört die Stadt selbst sowie das kleinere Dorf Mala Kopanica (deutsch Klein Kopanitz), das sich rund fünf Kilometer westlich von Velika Kopanica befindet. Sie liegt ca. 30 km nordöstlich von Slavonski Brod und befindet sich an der Eisenbahnlinie, die Ost- und Westkroatien verbindet, einer der wichtigen Transeuropäischen Eisenbahnverbindungen.
Die Stadt ist vor allem durch die gute Verkehrslage bekannt, da die wichtige Hauptstraße nach Osijek an Velika Kopanica vorbeiführt.
Der Name Ivan Filipović ist ein weitbekannter Name in der Stadt, da er der Namensträger der örtlichen Schule sowie einiger Straßen ist.